# Чекалова, Александра Алексеевна
Алекса́ндра Алексе́евна Чека́лова (1 января 1943; Улан-Удэ, СССР — 5 мая 2017) — советский и российский историк-византинист, доктор исторических наук, профессор. Ведущий научный сотрудник Центра истории Византии и восточно-христианской культуры Института всеобщей истории РАН, член Учёного совета Московского педагогического государственного университета. Специалист в области социально-экономической и политической истории Византии IV—VI веков.

## Биография
Родилась 1 января 1943 года в Улан-Удэ в семье рабочих. После Великой Отечественной войны семья переехала в Муром, где по окончании средней школы Чекалова работала в редакции газеты. В 1960 году поступила на Исторический факультет МГУ им. М. В. Ломоносова (кафедра истории средних веков), который окончила 1965 году. Преподавателями и наставниками её были З. В. Удальцова, Е. Б. Веселаго, А. Ч. Козаржевский и др. Специализировалась на ранневизантийской истории. В 1968—1971 годах работала школьным преподавателем в г. Кашире и в то же время училась в аспирантуре: в 1968—1970 годах в Институте славяноведения и балканистики, а в 1970—1971 — в Институте всеобщей истории АН СССР под руководством З. В. Удальцовой, в которых и помещался сектор византиноведения.
По окончании аспирантуры Чекалова с 1971 года была принята младшим научным сотрудником в сектор истории Византии Института всеобщей истории АН СССР. С того же года публиковала статьи в «Византийском временнике», а в 1972 году защитила диссертацию на соискание учёной степени кандидата исторических наук по теме «Социально-политическая борьба в Константинополе во второй четверти VI века». В диссертации рассмотрены проблемы восстания «Ника» и общественно-политической ситуации в Византии, главным образом в её столице Константинополе.
С 1986 года — научный сотрудник, а с 1988 — старший научный сотрудник ИВИ АН СССР. В 1994 году Чекалова в форме научного доклада защитила докторскую диссертацию по теме «Власть и общество в ранней Византии». С 1996 года — ведущий научный сотрудник ИВИ РАН, а в 2006 году ей было присвоено учёное звание профессора. Также являлась членом Учёного совета Московского педагогического государственного университета. Под её началом защитил диссертацию Жуков Константин Власович.
Чекалова регулярно выступала с докладами на всесоюзных и всероссийских конференциях, на международных конгрессах византистов (начиная с бухарестского в 1971 году) и на других международных и отечественных научных форумах. Будучи на стипендии Центра Думбартон-Окс в Вашингтоне, она выступала с докладами в Гарвардском, Чикагском и Торонтском университетах. Одна из авторов «Большой российской энциклопедии».
Умерла 5 мая 2017 года.